# Édouard Valéry
Édouard Valéry '(n. 29 de febrero de 1924, La Coquille, Francia - m. 15 de septiembre de 2010, Sarlat-la-Canéda, Francia) fue miembro de la Resistencia Interior Francesa. Su hermano Henri también fue resistente.

## Biografía
Édouard Valéry participa en actividades clandestinas, pero también en las del movimiento de resistencia fundado por Edmond Michelet. En Corrèze, donde organizó un grupo de Francs-tireurs et partisans (FTP) y participó en varios sabotajes. El hermano de Édouard, Henri, brilló en las conexiones y el apoyo logístico de los maquis del sur; logró escapar de la Gestapo en Lyon y de su líder Klaus Barbie, que había arrestado a Jean Moulin. regresó a Corrèze después de su liberación. En la Liberación, Édouard Valéry fue el jefe de la primera oficina del Estado Mayor de las Fuerzas Internas Francesas (FFI) en Dordoña con el rango de comandante. Se casó en Périgueux en 1945 con Solange Sanfourche, que era una luchadora de la resistencia (nom de guerre: Marie-Claude) como secretaria de mecanografía y oficial de enlace.